# Denis Špoljarić
Denis Milan Špoljarić, född 20 augusti 1979 i Zagreb, SFR Jugoslavien, är en kroatisk handbollstränare och tidigare handbollsspelare (mittnia). Han spelade 131 landskamper och gjorde 58 mål för Kroatiens landslag från 1999 till 2009.
Špoljarić var bland annat med och med och vann VM-guld 2003 i Portugal och OS-guld 2004 i Aten.

## Klubbar som spelare
- RK Zagreb (–2001)
- Pfadi Winterthur (2001–2002)
- RK Zagreb (2002–2006)
- RK Celje (2006–2007)
- RK Zagreb (2007–2010)
- Füchse Berlin (2010–2016)